# Ааруул
Ааруул, хурууд, айрhан, айрул, арул, хурут, курут (монг., бур.) — кисломолочное блюдо монгольских и тюркских народов. Считается, что если постоянно употреблять его, то зубы будут крепкими и белыми. 

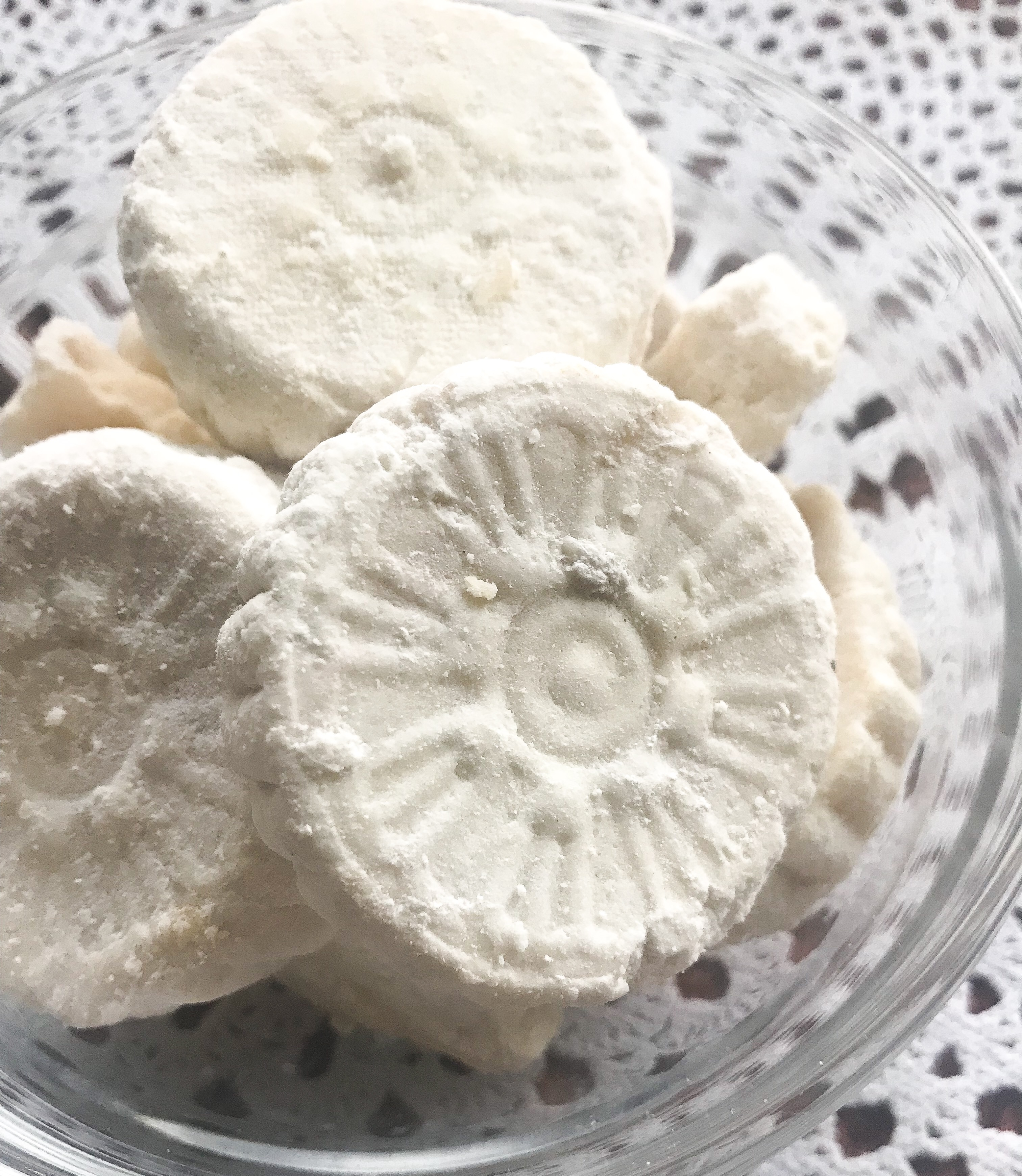
Ааруул формовой

## Описание
Ааруул представляет собой сушёный творог различных форм и размеров. Многие люди считают его сыром, но такое утверждение не верно. Существует несколько видов ааруул:
- Хорхой ааруул. Творог выдавливается из кондитерского мешка долгими колбасками, кольцами.
- Хурууны хээтэй ааруул. Творог сжимается в кулаке, приобретая характерную форму.
- Формовой. Творог вдавливают в формы для уул боов.
- Пластинный. Творог достают из тканевого мешка после первой сушки и натянутой нитью нарезают на пластины.

## Технология приготовления
- Кипячение. Йогурт (тараг) кипятят . Почти сразу образуется густая творожная масса. Снимают с огня.
- Первая сушка. Творожную массу отделяют от сыворотки ситом или тканевым мешком.
- Формировка. Когда творог достаточно плотный, его делят на небольшие куски или пластины.
- Вторая сушка. Пластины сушат на солнце в проветриваемом месте.

Помимо йогурта используют снежок, кефир, ряженку. Сыворотку выдавливают, положив мешок творога между двумя досками под машину и сдавив домкратом.

## В Монголии
В Монголии ааруул производится промышленно. Можно встретить как без добавок, так и со вкусом ягод, шоколада и т. д. Широко употребляется населением, известнейший кисломолочный продукт наряду с кумысом (айраг).

## В Китае
Во Внутренней Монголии также производится ааруул разных размеров и форм. Вкус преимущественно сливочный. Ааруул здесь всегда мягкий.

## В Бурятии
В Бурятии ааруул является забытым блюдом, хотя некоторые представители старшего поколения и жители районов ещё помнят о нём. В 2018 году группа предпринимателей совершила попытку внедрения ааруул, которая не увенчалась успехом. Редкие упоминания встречаются в кулинарной литературе.

## У других народов
Курут (также корт, ак гурт и пр.) у тюркских и иранских народов.
Чортан у армян.

## Галерея

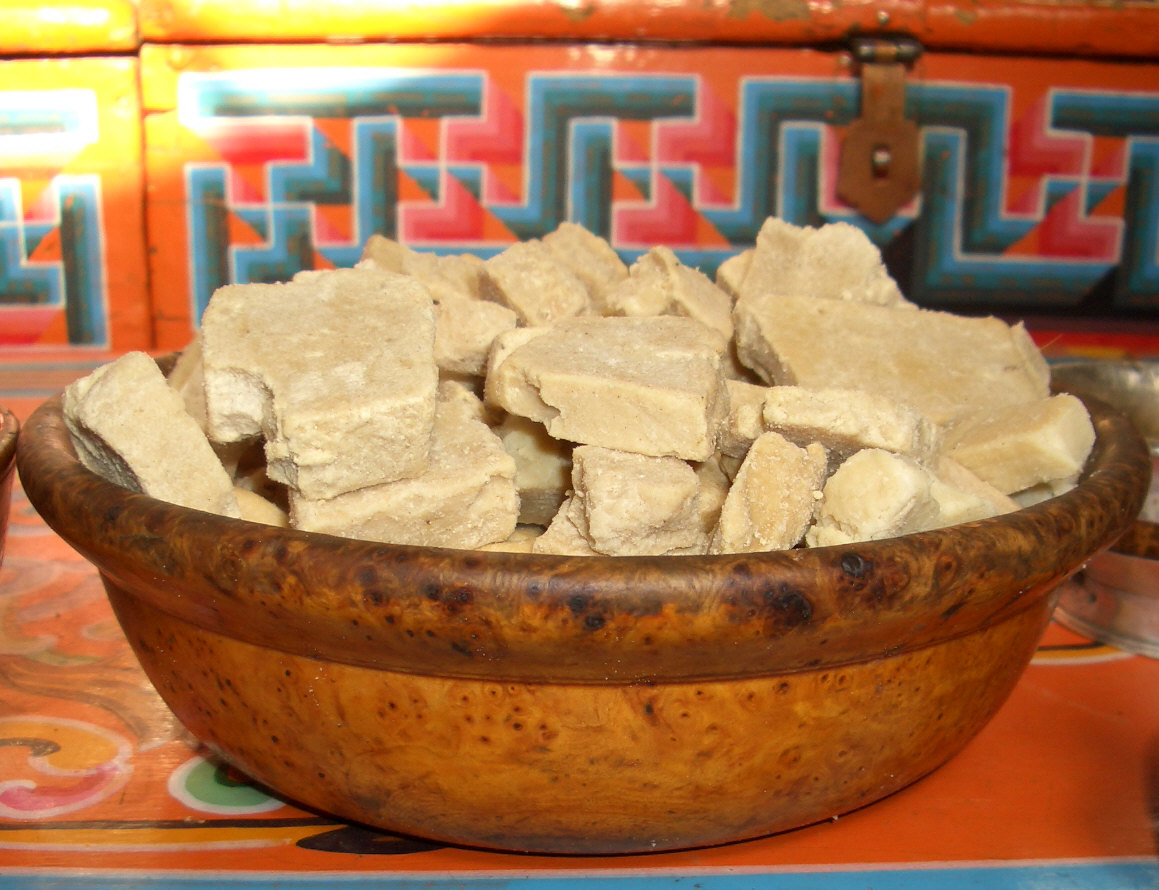
Кусковой ааруул
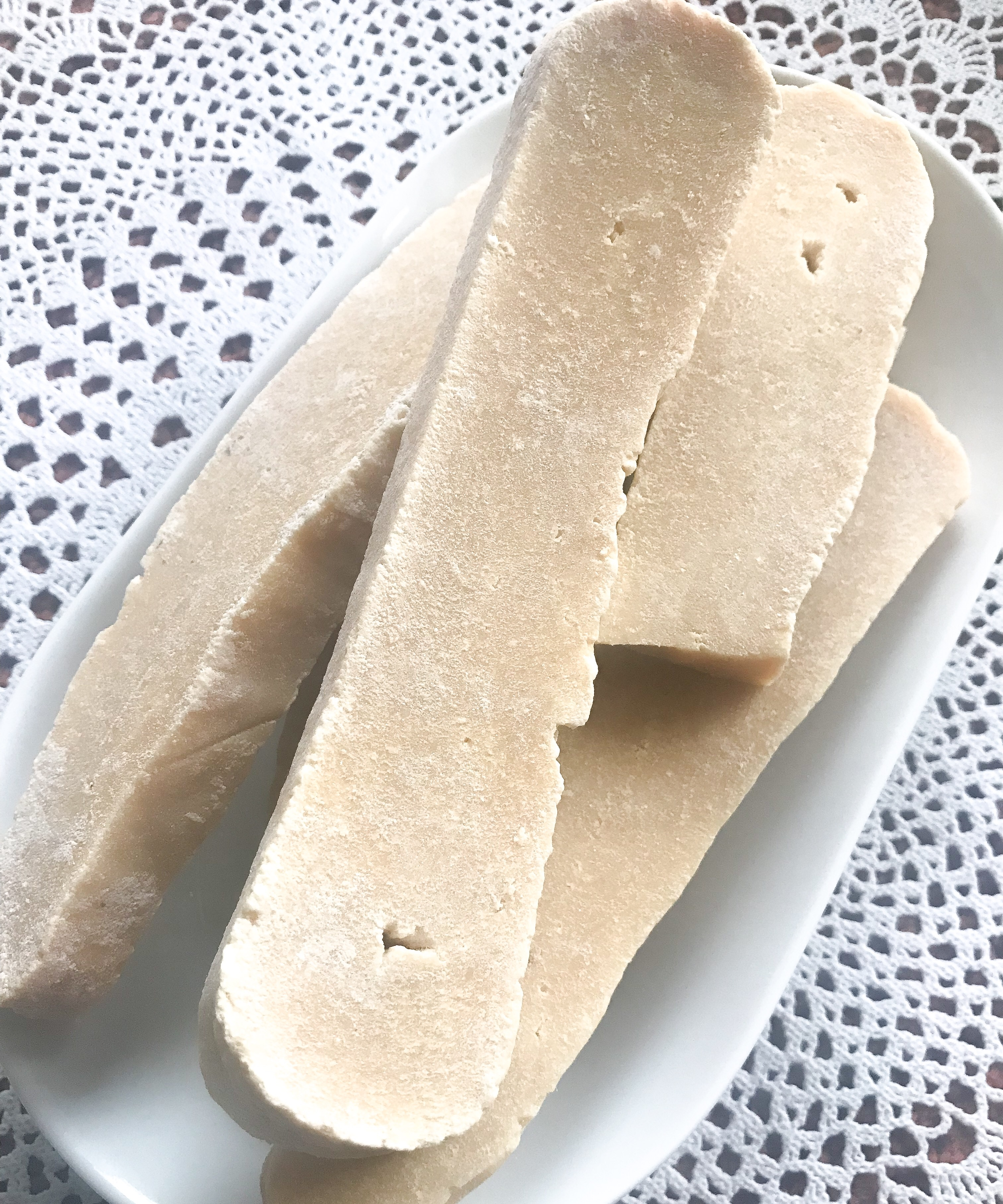
Пластинный ааруул
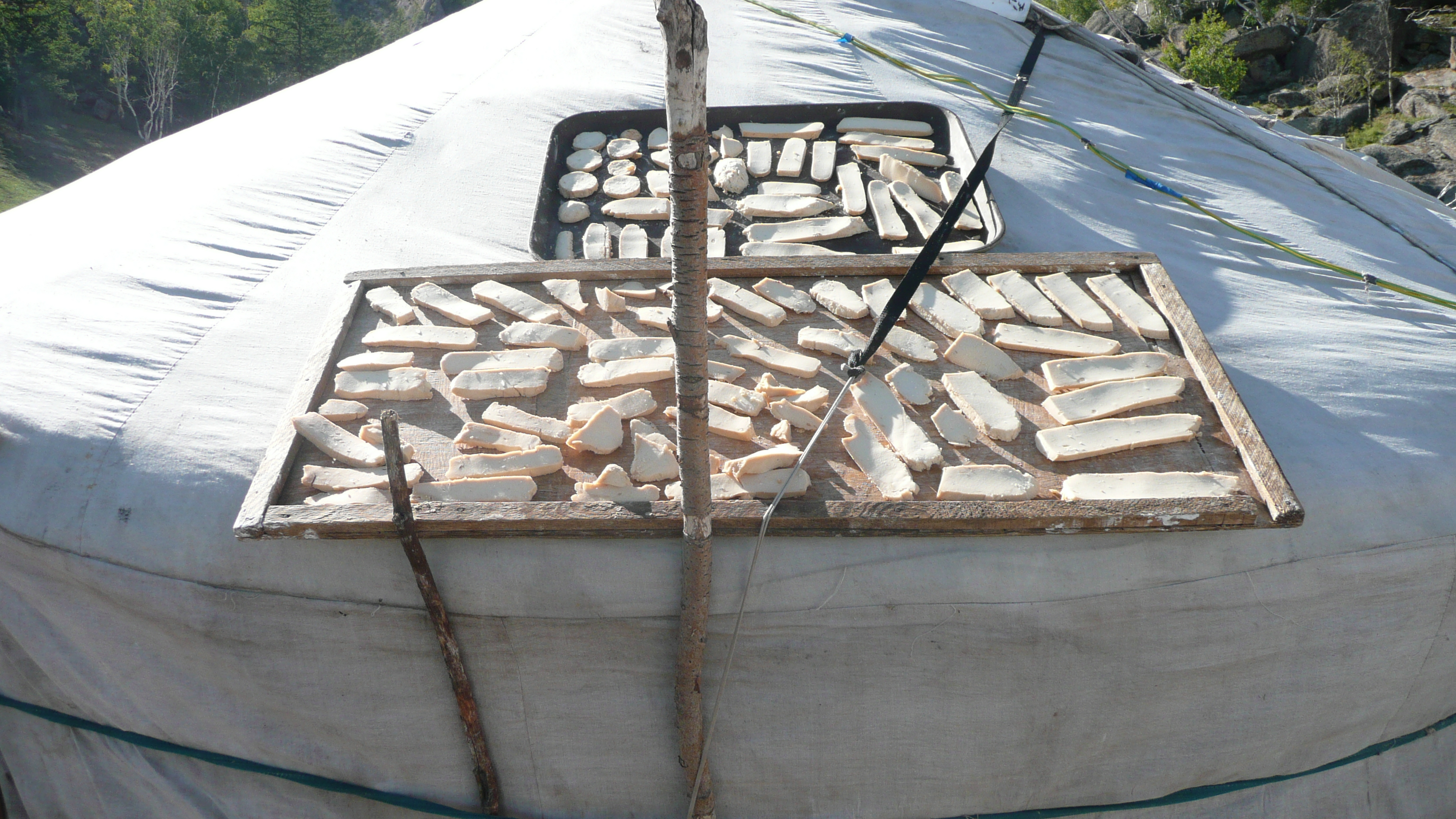
Вторая сушка
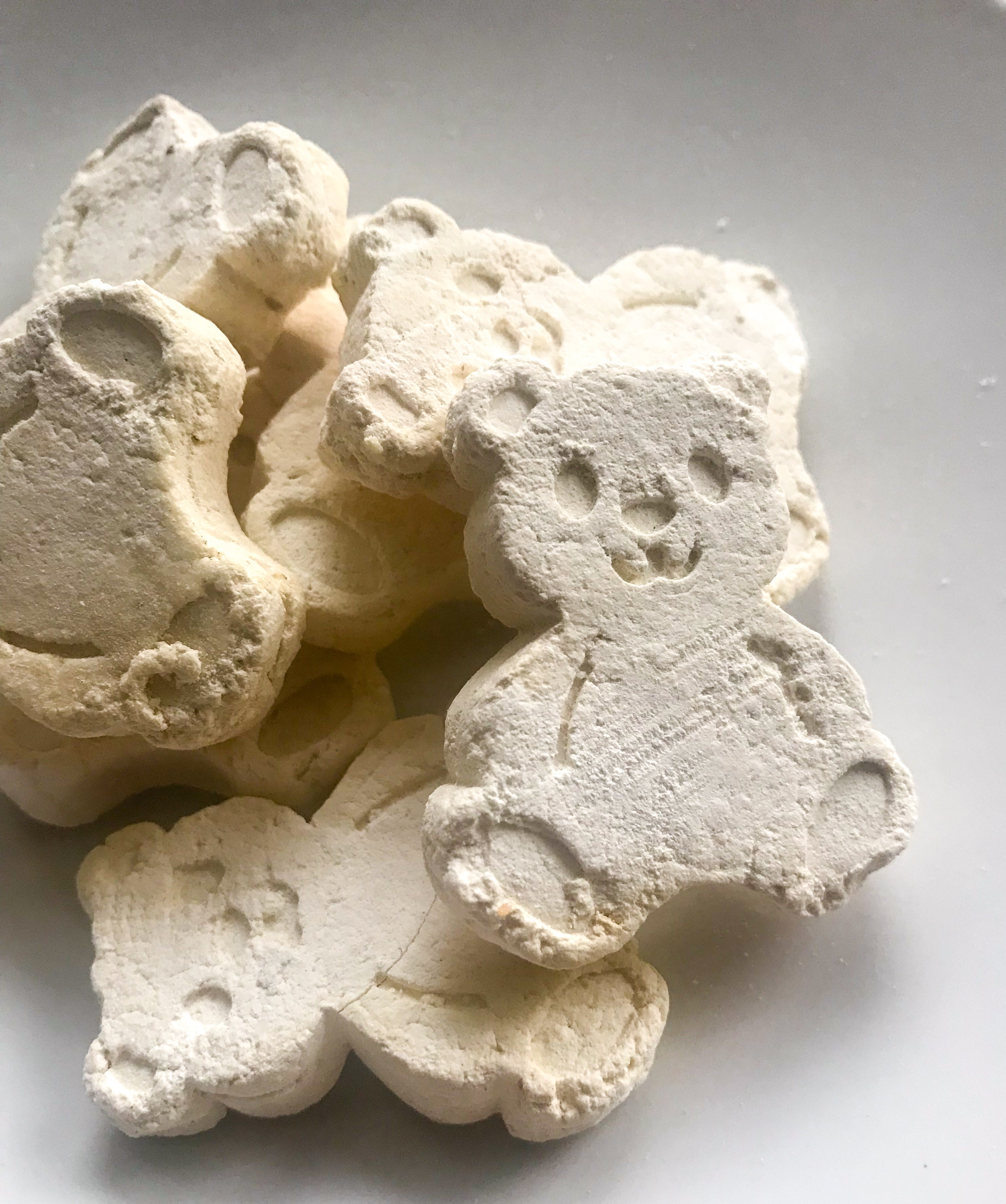
Формовой ааруул
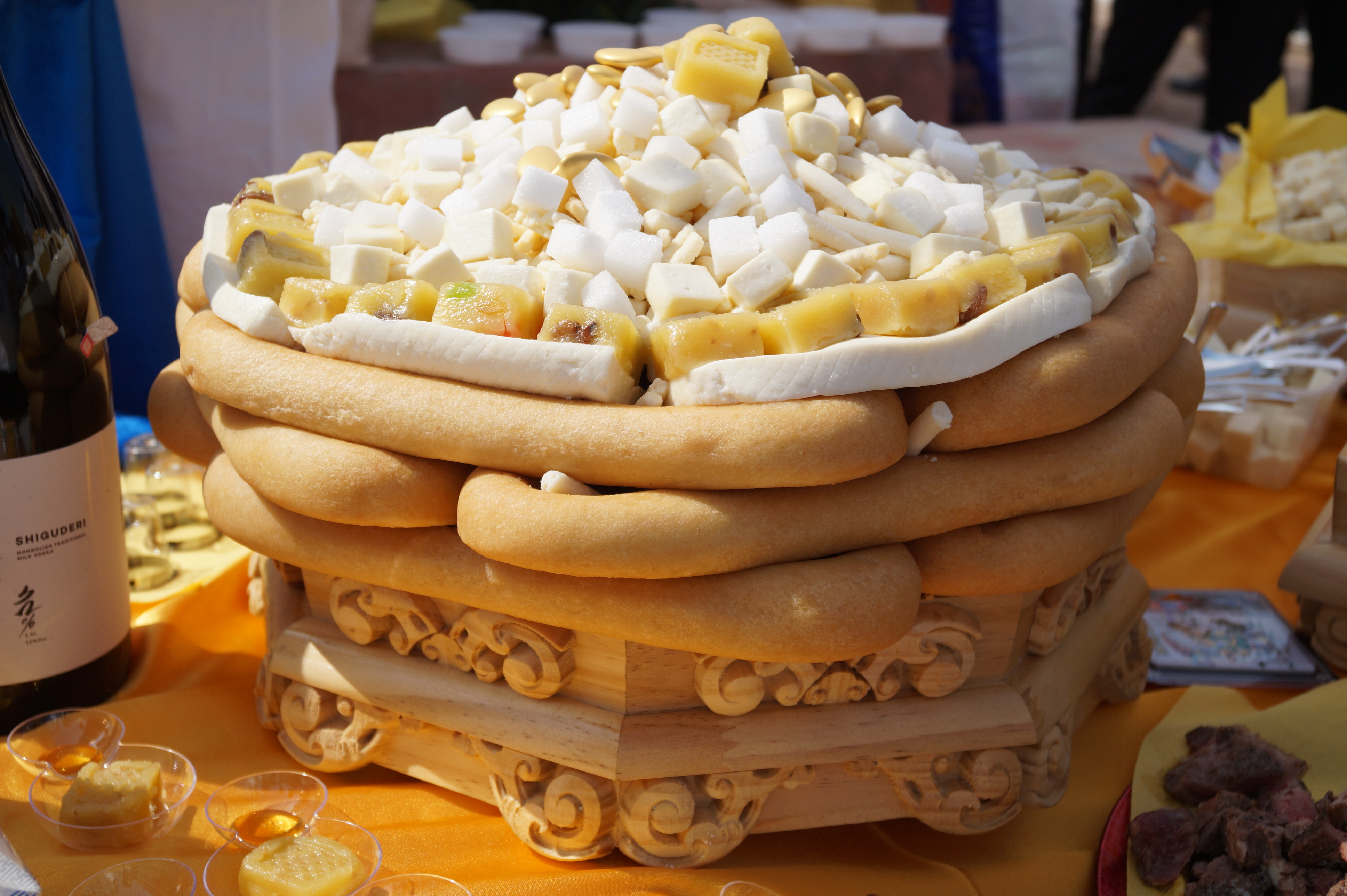
Ул боов